# 桐原美月
桐原 美月（きりはら みづき、2003年〈平成15年〉2月21日 - ）は、日本の女性アイドル、グラビアアイドル。女性アイドルグループであるCANDY TUNEのメンバー。愛称はきりちゃん。水戸ご当地アイドル（仮）、リルネードの元メンバー。アソビシステム所属。茨城県出身。

## 略歴
茨城県のローカルアイドル・水戸ご当地アイドル（仮）として活動。同郷の根本凪がきっかけで虹のコンキスタドールのファンとなり、2019年「でんぱ組虹コンJr.メンバー募集オーディション」に応募。同年7月31日、このオーディションで誕生したリルネードのメンバーとしてお披露目。
2020年、「週刊ヤングジャンプ」主催サキドルエースSURVIVAL SEASON10に参加。
2022年9月28日、「Rirune! Rirune! Rirune! ～どんな星になったってキミをみてるよ～」（Zepp DiverCity(TOKYO)）をもってリルネード解散。
2022年12月14日、アソビシステムのKAWAII LAB.からデビューする新グループ（CANDY TUNE）のメンバーとなることが発表。2023年3月14日、「KAWAII LAB. SESSION 〜CANDY TUNE〜」（Spotify O-EAST）にてお披露目。
2024年2月29日発売の「ENTAME SPOTLIGHT vol.2」（徳間書店）で、同じくCANDY TUNEメンバーの南なつとグラビアで共演した。

## 作品

### デジタル写真集
- 桐原美月 ヤンマガアザーっす!＜YM2020年52号未公開カット＞ヤンマガデジタル写真集（2021年5月1日、講談社）
- 桐原美月 ヤンマガアザーっす!＜YM2021年15号未公開カット＞ヤンマガデジタル写真集（2021年7月15日、講談社）
- 桐原美月「ハイカラガール」BRODYデジタル写真集（2022年4月9日、白夜書房）
- 桐原美月写真集「グッバイ・メモリーズ」週プレPHOTO BOOK（2022年4月11日、集英社）[8]
- B.L.T.デジタル写真集 桐原美月（リルネード）「Road trip.」（2022年9月28日、東京ニュース通信社）
- 【デジタル限定 YJ PHOTO BOOK】桐原美月(CANDY TUNE)写真集「少女と大人と」（2023年4月20日、集英社）[9] [10]
- Platinum FLASHデジタル写真集　桐原美月　Tokyo Daydream（2023年12月22日、光文社）
- 桐原美月「미즈키(MIZUKI)」（2024年1月5日、Amazon Services International LLC）
- FLASHデジタル写真集　桐原美月　shining moon（2024年12月24日、光文社）
- 桐原美月 南なつ KAWAII LAB. ジャック ヤンマガアザーっす!＜ym2025年12号未公開カット＞ヤンマガデジタル写真集（2025年4月18日、講談社）

## メディア出演

### ラジオ
- CANDY TUNE 桐原美月の青色RADIO（2025年4月6日 - 、LuckyFM茨城放送）